# Rafael Puente
Rafael Puente Suárez (* 5. Februar 1950 in Mexiko-Stadt), auch bekannt unter dem Spitznamen Wama, ist ein ehemaliger mexikanischer Fußballspieler auf der Position des Torwarts. Nach seiner Spielerkarriere arbeitete Puente im Trainerstab diverser Vereine und für verschiedene Medien. Am Ende der Zweitliga-Saison 2016/17 führte er als Cheftrainer die Lobos de la BUAP zum ersten Mal in deren Vereinsgeschichte in die höchste Spielklasse.

## Laufbahn
Seinen ersten Profivertrag erhielt Puente in den 1960er Jahren beim damals noch in der Hauptstadt beheimateten CF Atlante.
Am 17. Februar 1971 kam Puente in einem im Estadio Jalisco von Guadalajara ausgetragenen Freundschaftsspiel gegen die Sowjetunion zu seinem ersten Länderspieleinsatz für die mexikanische Fußballnationalmannschaft. Wie bei der gleichlautenden WM-Begegnung im Vorjahr endete der Vergleich torlos. In den folgenden zwölf Monaten hütete Puente fast regelmäßig das Tor der Nationalmannschaft, ehe der vorherige Stammtorhüter Ignacio Calderón 1972 wieder häufiger zum Einsatz kam. Sein letztes Länderspiel bestritt Puente in einem am 31. März 1974 im Maracanã von Rio de Janeiro ausgetragenen Testspiel gegen Brasilien, das 1:1 endete.
Nach der Saison 1973/74 wechselte Puente zum Stadtrivalen Club América, mit dem er in der Saison 1975/76 die mexikanische Fußballmeisterschaft gewann, aber im selben Jahr aufgrund einer Knieverletzung seine aktive Laufbahn beenden musste.

## Erfolge
- Mexikanischer Meister: 1976